# Arkadiusz Wiśniewski (siatkarz)
Arkadiusz Wiśniewski (ur. 26 marca 1964 w Warszawie) – polski siatkarz, grający na pozycji środkowego.

## Kluby
- MKS-MDK Warszawa
- AZS Olsztyn (1983–1991; 1992–1993)
- 4M Ceramiche Volley Agrimento (1991–1992)
- Tourcoing Volleyball Métropole (1993–1998)
- Indykpol AZS Olsztyn (1998–2001)
- Gwardia Szczytno (2001–2003)

## Sukcesy
- Mistrzostwo Polski Juniorów 1981,
- Mistrzostwo Polski 1991,
- Wicemistrzostwo Polski 1989 i 1993,
- Trzecie miejsce 1985 i 1990,
- Puchar Polski 1989 i 1991,
- Najlepszy polski siatkarz w Plebiscycie Przeglądu Sportowego 1993,
- Złoty medal na Uniwersjadzie w Sheffield w 1991.

W reprezentacji Polski w latach 1985–1995 rozegrał 159 spotkań. Zajął z nią siódme miejsce na Mistrzostwach Europy w Berlinie w 1991 i w Helsinkach w 1993.